# Dobrodzień (gemeente)
De gemeente Dobrodzień is een stad- en landgemeente in het Poolse woiwodschap Opole, in powiat Oleski.
De zetel van de gemeente is in Dobrodzień.
Op 30 juni 2006, telde de gemeente 10 651 inwoners.

## Oppervlakte gegevens
In 2002 bedroeg de totale oppervlakte van gemeente Dobrodzień 162,84 km², waarvan:
- agrarisch gebied: 45%
- bossen: 47%

De gemeente beslaat 16,73% van de totale oppervlakte van de powiat.

## Demografie
Stand op 30 juni 2006:
| Omschrijving                   | Totaal | Totaal | Vrouwen | Vrouwen | Mannen | Mannen |
| ------------------------------ | ------ | ------ | ------- | ------- | ------ | ------ |
| eenheid                        | aantal | %      | aantal  | %       | aantal | %      |
| inwoners                       | 10 651 | 100    | 5466    | 51,3    | 5185   | 48,7   |
| bevolkingsdichtheid (inw./km²) | 65,4   | 65,4   | 33,6    | 33,6    | 31,8   | 31,8   |

In 2002 bedroeg het gemiddelde inkomen per inwoner 1166,31 zł.

## Administratieve plaatsen (sołectwo)
Błachów, Bzinica Nowa, Bzinica Stara-Bąki, Główczyce-Zwóz, Gosławice, Klekotna, Kocury-Malichów, Kolejka, Ligota Dobrodzieńska, Makowczyce, Myślina-Turza, Pietraszów, Pludry, Rzędowice, Szemrowice, Warłów.

## Aangrenzende gemeenten
Ciasna, Kolonowskie, Olesno, Ozimek, Pawonków, Zawadzkie, Zębowice